# Asociación Mutual Policial de Formosa
A Asociación Mutual Policial de Formosa,  é um clube poliesportivo argentino da cidade de Formosa (Argentina) com destaque para o voleibol masculino que em 2021 ascendeu a elite nacional.

## Histórico
Em 2017 disputou pela primeira vez em sua história a Liga A2 Argentina, tendo no elenco jogadores como Leandro Niz e Nicolás Grane, treinados por Carlos Rosas., finalizando na décima primeira posição e na edição seguinte conquistou o terceiro posto, repetindo em 2019, EM 2020 recusou convite de integrar a Liga A1, optou em competir na A2 e obteve título da Liga A2 em 2021.
Em 2021 sagrou-se campeão da Copa Argentina e representará o país na edição do Campeonato Sul-Americano de Clubes de 202.

## Títulos conquistados
0 Campeonato Sul-Americano de Clubes
- Quarto posto:2022

 0 Torneio Argentino Pré Sul-Americano
 0 Campeonato Argentino A1
- Vice-campeão:2023-24
- Quarto posto:2022-23

 1 Campeonato Argentino A2
- Campeão:2020-21
- Terceiro posto:2018-19, 2017-18

 1 Copa Argentina
- Campeão:2021

 1 Supercopa da Argentina
- Campeão:2023